# Мая Берович
Мая Берович (нар. 8 липня 1987, Мілешичі, СФРЮ) — сербська співачка.

## Дискографія
- Живот уживо (2007)
- Црно злато (2008)
- Maya 2011 (2011)
- Дјевојка са југа (2012)
- Опасне воде (2014)
- Викторијина тајна (2017)